# 多啦A夢族 生死時速火車大決戰
《多啦A夢族　生死時速火車大決戰》，於2000年3月11日与《大雄的太阳王传说》、《令人懷念的嫲嫲》同年在日本公开播映。此作品中，监督由錦織博代替前作的米谷良知。片長17分鐘。本電影未曾於中文使用地發行影音產品或上映，僅印行書籍。

## 剧情简介
22世纪的一天，邪恶的科学家阿奇莫夫将能量中心的能源胶囊盗走，导致全世界的电力设施停摆。所幸还有一个胶囊幸运地被保留了下来。
哆啦A梦七小子受命乘坐罗宾驾驶的蒸汽火车将这一个胶囊送到能源中心。可是沿途遇上了阿奇莫夫的重重阻挠……

## 配音演员
| 角色           | 配音員                       |
| -------------- | ---------------------------- |
| 多啦小子       | 難波圭一                     |
| 王多啦         |                              |
| 多啦尼考夫     | 桜井敏治                     |
| 艾・馬達多啦   | 中尾隆聖                     |
| 多啦默德三世   | 佐藤正治                     |
| 多啦尼奧       | 一龍斎貞友                   |
| 多啦A梦        |                              |
| 寺尾台校長     | 永井一郎                     |
| 迷你多啦       |                              |
| 罗宾           | 白鳥由里                     |
| 能源中心所长   | 緒方賢一                     |
| 阿奇莫夫       | 銀河万丈                     |
| 阿奇莫夫的部下 | 大西健晴、長嶝高士、柳沢栄治 |

## 主题曲
| 歌曲               | 作詞     | 作曲     | 編曲     | 演唱       |
| ------------------ | -------- | -------- | -------- | ---------- |
| 《我們的朝氣》（「僕らの元気」） | 柚木美祐 | 藤沢秀樹 | 藤沢秀樹 | 堀江美都子 |

## 关于片名
也许因为字形、字义相似，日文原名屡屡被误排为。